# ゴーストライター (映画)
『ゴーストライター』（The Ghost Writer, 英国題: The Ghost）は、ロマン・ポランスキー監督による2010年の政治スリラー映画。ロバート・ハリスの小説『ゴーストライター』を原作としており、ハリス自身とポランスキーが脚色した。

## ストーリー
主人公の男性『私』(ユアン・マクレガー)は、自叙伝を、あたかも本人が書いたかに代筆するゴーストライターのプロだった。元英国首相のアダム・ラング(ピアース・ブロスナン)から依頼を受ける『私』。以前の執筆担当者が謎の事故死を遂げたと聞き、気後れするも、報酬は破格だった。前任者の残した初稿をリライトするだけだと押し切られ、『私』は渋々ながら仕事を引き受けた。
ラングが滞在するアメリカ東部の島に赴く『私』。だが、翌日にはラングの戦犯容疑でマスコミが騒ぎ出した。ラングは首相当時、イスラム過激派の容疑者をCIAに引き渡し、違法に拷問させていたのだ。ラングは急遽、味方であるワシントンの要人の元へ向かい、『私』は、ラングの妻ルースと共に屋敷に取り残された。
事故死した前任者であるマカラが書いた自叙伝の初稿や資料をチェックする『私』。そこで『私』は、ラングの言葉と事実の間に誤差がある事に気付いた。ラングは、政治に興味を持った時期や理由について嘘をついていたのだ。前任者のマカラは、その嘘の理由を知った為に殺されたと推測する『私』。
ラングの大学時代の知人、エメット博士を訪ねる『私』。エメット博士は、ラングとさほど親しくなかったと言い切った。ネットで検索すると、エメット博士がCIAの元・人材勧誘担当であり、アメリカの巨大軍事産業とも親しい事がヒットした。英国首相だったラングがCIAに協力したなら、アメリカは大きな利益を受けたはずだ。しかし、更なる事実を掴む前に、ラングは暗殺されてしまった。
ラングの自叙伝を書き上げる『私』。本はベストセラーになったが、ゴーストライターの『私』は日陰の存在だった。前任者マカラの残した初稿を再度チェックした『私』は、事件の真の黒幕でCIAの協力者が、ラングの妻ルースであることを突き止めた。しかし、すでに『私』には、その事実を公表する術は残されていなかった。

## キャスト
※括弧内は日本語吹替
- ゴーストライター - ユアン・マクレガー（森川智之）
- アダム・ラング元首相 - ピアース・ブロスナン（てらそままさき）
- アメリア・ブライ - キム・キャトラル（西村野歩子）
- ルース・ラング - オリヴィア・ウィリアムズ（幸田直子）
- ポール・エメット - トム・ウィルキンソン（喜多川拓郎）
- シドニー・クロール - ティモシー・ハットン（志村知幸）
- リック・リカルデッリ - ジョン・バーンサル（土屋直人）
- ストレンジャー - デヴィッド・リントール
- リチャード・ライカート - ロバート・パフ（間宮康弘）
- ジョン・マドックス - ジェームズ・ベルーシ（加藤清司）
- ヴィニヤードの老人 - イーライ・ウォラック（板取政明）

## 受賞・ノミネート
| 映画祭・賞                   | 部門                     | 候補                                   | 結果       |
| ---------------------------- | ------------------------ | -------------------------------------- | ---------- |
| ベルリン国際映画祭           | 金熊賞                   | ロマン・ポランスキー                   | ノミネート |
| ベルリン国際映画祭           | 銀熊賞（監督賞）         | ロマン・ポランスキー                   | 受賞       |
| 全米映画批評家協会賞         | 助演女優賞               | オリヴィア・ウィリアムズ               | 受賞       |
| ロサンゼルス映画批評家協会賞 | 助演女優賞               | オリヴィア・ウィリアムズ               | 次点       |
| ヨーロッパ映画賞             | 作品賞                   | ロマン・ポランスキー                   | 受賞       |
| ヨーロッパ映画賞             | 監督賞                   | ロマン・ポランスキー                   | 受賞       |
| ヨーロッパ映画賞             | 男優賞                   | ユアン・マクレガー                     | 受賞       |
| ヨーロッパ映画賞             | 脚本賞                   | ロマン・ポランスキー、ロバート・ハリス | 受賞       |
| ヨーロッパ映画賞             | 音楽賞                   | アレクサンドル・デスプラ               | 受賞       |
| ヨーロッパ映画賞             | 編集賞                   | エルヴェ・ド・リューズ                 | ノミネート |
| ヨーロッパ映画賞             | プロダクションデザイン賞 | アルブレヒト・コンラート               | 受賞       |
| セザール賞                   | 作品賞                   |                                        | ノミネート |
| セザール賞                   | 監督賞                   | ロマン・ポランスキー                   | 受賞       |
| セザール賞                   | 脚色賞                   | ロマン・ポランスキー、ロバート・ハリス | 受賞       |
| セザール賞                   | 音楽賞                   | アレクサンドル・デスプラ               | 受賞       |
| セザール賞                   | 撮影賞                   | パヴェル・エデルマン                   | ノミネート |
| セザール賞                   | 音響賞                   |                                        | ノミネート |
| セザール賞                   | 編集賞                   | エルヴェ・ド・リューズ                 | 受賞       |
| セザール賞                   | 美術賞                   | アルブレヒト・コンラート               | ノミネート |
| ロンドン映画批評家協会賞     | 助演男優賞               | ピアース・ブロスナン                   | ノミネート |
| ロンドン映画批評家協会賞     | 助演女優賞               | オリヴィア・ウィリアムズ               | 受賞       |
| フェニックス映画批評家協会賞 | 作曲賞                   | アレクサンドル・デスプラ               | ノミネート |
| サテライト賞                 | ドラマ映画賞             |                                        | ノミネート |
| サテライト賞                 | 監督賞                   | ロマン・ポランスキー                   | ノミネート |
| サテライト賞                 | 助演男優賞               | ピアース・ブロスナン                   | ノミネート |
| サテライト賞                 | 脚本賞                   | ロマン・ポランスキー、ロバート・ハリス | ノミネート |